# Sportovní areál Na Chvalech
Sportovní areál Na Chvalech je fotbalový stadion, který se nachází v pražských Horních Počernicích. Své domácí zápasy zde odehrává fotbalový klub SC Xaverov Horní Počernice a juniorské oddíly SK Slavia Praha a rezervní tým SK Slavia Praha „B“. Maximální kapacita stadionu činí 3 600 sedících diváků.
Součástí areálu jsou dvě travnatá fotbalová hřiště, jedno hřiště s umělým trávníkem třetí generace, dva tenisové kurty a jeden volejbalový kurt s umělým povrchem.